# 0.0.0.0
0.0.0.0 ist die Dezimaldarstellung einer speziellen reservierten und nicht routingfähigen Internet Protocol Version 4-Adresse.
Sie kann niemals als Zieladresse in einem IP-Paket benutzt werden. Stattdessen wird sie für die nachfolgend beschriebenen speziellen Zwecke verwendet.

## „Jede lokale Adresse“
In der BSD-Socket-API wird diese Adresse im bind()-Systemaufruf benutzt, um anzuzeigen, dass der anschließende listen()-Systemaufruf für „alle lokalen Adressen“ des Servers gelten soll. Streng genommen wird dafür nicht explizit die IPv4-Adresse 0.0.0.0 reserviert, sondern die übergebene Datenstruktur wird mit Nullbytes gefüllt, was dann dieser IP-Adresse entspricht.

## Default-Route
Wenn eine Routingtabelle einen Eintrag mit 0.0.0.0 besitzt, ist dies die sogenannte „Standardroute“, die gewählt wird, wenn es keine spezifischeren („besser passenden“) Routen für eine Zieladresse gibt.

## Unbekannte eigene Adresse
Die Adresse 0.0.0.0 wird als Absenderadresse genutzt, wenn einem Host noch keine Adresse zugewiesen wurde, um eben die Broadcast-Pakete abzusetzen, in denen er um eine Adresszuweisung per „DHCPDISCOVER“ bittet.
- Falls die Adresszuteilung per DHCP fehlschlägt, kann ein Host über APIPA nach RFC 3927[1] eine IPv4-Adresse erzeugen und über ARP-Pakete prüfen, ob diese Adresse bereits in Benutzung ist. Diese ARP-Pakete werden ebenfalls mit 0.0.0.0 als „Sender IP-Adresse“ befüllt.[2]

## IPv6
Bei IPv6 ist für dieselben Zwecke die Adresse 0000:0000:0000:0000:0000:0000:0000:0000 vorgesehen, die als :: abgekürzt werden kann.